# Janine Chasseguet-Smirgel
Janine Chasseguet-Smirgel est une psychanalyste française, née Jeanne Szmirgeld le 30 mai 1928 à Paris 17e et morte le 5 mars 2006 à Paris 15e. Elle a été membre de la Société psychanalytique de Paris. Elle est notamment connue pour ses travaux sur l'idéal du moi et ses idées sur la sexualité féminine.

## Biographie
Janine Chasseguet-Smirgel est née en 1928 à Paris dans une famille juive d'Europe centrale,.
Elle a fait des études en sciences politiques, puis après un cursus en psychologie a obtenu un DESS et un doctorat de psychologie.

### Ses idées politiques
Son soutien au Parti communiste s'interrompt en 1956, lors des événements de l'insurrection de Budapest et de sa répression. Cet engagement est souvent méconnu, notamment en raison d'un livre controversé qu'elle a écrit avec son mari Bela Grunberger, L'univers contestationnaire qui est une analyse du gauchisme de 1968.

### Positions et recherches
« Issue d'une famille juive décimée », Janine chasseguet-Smirgel inaugure « des échanges où se confrontent, sur le plan clinique, des cures d'enfants de victimes et d'enfants de bourreaux ».
Dans le domaine théorique, elle analyse et critique, parmi les premières, les positions « sur la primauté de l'organe viril » dans les théories de Sigmund Freud sur la sexualité tout en s'écartant des positions de Karen Horney. Son livre Le corps comme miroir du monde est un exemple des positions qu'elle défendait notamment contre les idées de Wilhelm Reich, contre lequel elle avait déjà écrit avec son mari. Elle se montre critique à l'égard des idées de Lacan. Dans la même veine, elle s'en prend à la vision actuelle sur la sexualité et l'indifférenciation des sexes qu'elle ramène à « la haine du féminin maternel ».
Elle a occupé des responsabilités dans des organismes psychanalytiques dépendants de l'Association psychanalytique internationale et à la Société psychanalytique de Paris. Elle a présenté le rapport soumis à discussion au XXXIIIe Congrès des psychanalystes de langues romanes sur l'Idéal du Moi de 1973  dont les actes furent publiés dans la Revue française de psychanalyse : Essai sur l'Idéal du Moi. Contribution à l'étude psychanalytique de « la maladie d'idéalité ».
Janine Chasseguet-Smirgel  a aussi étudié les rapports entre la perversion et la création.
Elle est intervenue en Grande-Bretagne et aux États-Unis, notamment autour de ses idées sur la sexualité féminine.
Elle est souvent décrite comme une personne « engagée » et « passionnée » par la psychanalyse qu'elle a pratiquée de manière régulière et suivie.

## Publications
- Collectif, La sexualité féminine, Paris, Payot, 1964; réédition Paris, Payot-Rivages, 2006,  (ISBN 2-228-88439-1).
- avec Bela Grunberger, L'univers contestationnaire, Paris, Payot, coll. "PBP", 1969; réédition, Paris, In Press, 2004,  (ISBN 2-84835-044-X).
- Pour une psychanalyse de l'art et de la créativité, Paris, Payot, 1971; éd. poche, Paris, Payot, coll. "PBP", 1977.
- « Essai sur l'Idéal du Moi. Contribution à l'étude psychanalytique de " la maladie d'idéalité " », Rapport présenté au XXXIIIe Congrès des psychanalystes de langues, dans Revue française de psychanalyse, Tome XXXVII - Sept.-Déc.1973, « XXXIIIe Congrès des psychanalystes de langues romanes L'Idéal du Moi », Presses universitaires de France, [lire en ligne].
  - La maladie d'idéalité. Essai psychanalytique sur l'idéal du moi, Paris, L'Harmattan, 2000, coll. « Émergences »,  (ISBN 2-7384-8701-7).
- avec Bela Grunberger, Freud ou Reich. Psychanalyse et illusion, Paris, Tchou, 1976, coll. "Les Abysses".
- Sous la direction, Les stades de la libido, Paris, Tchou, 1978,  (ISBN 2-7107-0083-2).
- Collectif, Au-delà du traumatisme et du fétiche avec des textes de Gérard Haddad, Jean-Pierre Winter, Revue européenne et de culture juive, no 27, « Psychanalyse et judaïsme », Pardès, 2000,  (ISBN 2-912404-30-4).
- Le cri des enfants sans voix : l'Holocauste et la deuxième génération, une perspective psychanalytique, Neuchâtel, Delachaux et Niestlé, 2001.
- Le corps comme miroir du monde, Paris, PUF, 2003,  (ISBN 2-13-053922-X).
- Les deux arbres du jardin : essais psychanalytiques sur le rôle du père et de la mère dans la psyché, Paris, Éditions des Femmes, 2005,  (ISBN 2-7210-3593-2).
- Éthique et esthétique de la perversion, Seyssel, Champ Vallon, 2006,  (ISBN 2-87673-446-X).